# Побичі
По́бичі — село в Україні, у Словечанській сільській громаді Коростенського району Житомирської області. Населення становить 113 осіб.